# Lake Bodom (Film)
Lake Bodom ist ein finnischer Horrorfilm aus dem Jahr 2016. Der Film ist von einem realen Mordfall am See Bodominjärvi aus den 1960er Jahren inspiriert.

## Handlung
Die Teenager Ida, Nora, Elias und Atte fahren zum Camping an den Bodom-See, der mitten in einem großen Wald liegt. Atte möchte dort den Mord an mehreren Teenagern untersuchen, der sich vor mehr als 50 Jahren ereignet hat. Der damalige Täter soll immer noch auf freiem Fuß sein. Ida hingegen leidet unter ihrem strengen Vater.
Nachdem sie am Lagerfeuer über Sex und Drogen gesprochen haben, ziehen sich die vier Freunde zum Schlafen ins Zelt zurück. Als Nora zum Pinkeln in den Wald geht, folgt Elias ihr. Ida und Atte beginnen über Nacktfotos zu sprechen. In der Zeit schlägt jemand von außen auf das Zelt. Atte sieht draußen nach, aber als er den Kopf wieder ins Zelt steckt, wird er vor Idas Augen erstochen. Nora und Elias kommen zurück, als der sterbende Atte sie auffordert wegzulaufen.
Die drei verbliebenen Camper versuchen durch den Wald zum Auto zu gelangen. Dabei stolpert Nora und bleibt mit verletztem Bein zurück. Mitten im Wald diskutieren Ida und Elias wütend über Nacktfotos, die von ihr im Umlauf sein sollen. Aber es ist unklar, wer diese Fotos wirklich gesehen hat. Ida meint, dass Nora sie gesehen habe, und Elias bestreitet, die Fotos gemacht zu haben. Plötzlich ersticht eine schwarz gekleidete Gestalt Elias von hinten. Unter dem Mantel kommt Nora zum Vorschein. Es stellt sich heraus, dass die beiden Frauen sich verabredet haben, um Elias und Atte zu töten, nachdem diese Idas Leben ruiniert haben. Ida und Nora ziehen Schutzanzüge an, die sie heimlich in ihren großen Koffern mitgebracht haben. Sie packen Elias und Atte in Leichensäcke und versenken diese im See. Als sie anschließend mit dem Auto fliehen wollen, stellen sie allerdings fest, dass die Autoschlüssel mit Elias’ Leiche untergegangen sind. Ida taucht in den See, um die Schlüssel zu bergen. Während sie unter Wasser ist, bemerkt Nora im Wald ein Licht.
Im Auto fragt Ida Nora, ob es die Nacktfotos wirklich gab. Daraufhin gibt Nora zu, dass sie sich die Geschichte mit den Fotos nur ausgedacht hat. Sie liebt Ida und hatte Angst, sie an Elias zu verlieren. Bei einer Studentenparty gab sie Nora soviel Alkohol, bis diese zusammenbrach. Nora legte Ida ins Bett und verbreitete anschließend das Gerücht von den Nacktfotos. Dabei behauptete sie, dass Elias die Fotos gemacht habe. Daraufhin wurde Ida damals wütend und die beiden Frauen begannen, den Mord an Elias und Atte zu planen.
Ida reagiert im Auto schockiert auf Noras Geständnis. Als sie droht, alles zu verraten, schlägt Nora ihr mit einem Schlüssel ins Gesicht. Daraufhin greift Ida Nora auf dem Fahrersitz an. Dadurch landet das Auto im Straßengraben. Als die beiden Frauen wieder zu sich kommen, sehen sie einen Mann, der ihnen anbietet, mit einem Abschleppwagen zu helfen. Nora fragt Ida nach einem Messer, mit dem sie Atte getötet haben soll, aber das Messer gibt es nicht. Ida und Nora wird klar, dass der unbekannte Mann ein Mörder ist. Plötzlich beschleunigt er das Abschleppfahrzeug so sehr, dass das angehängte Auto durch die Luft wirbelt und auf dem Dach landet. Ida wird durch den Unfall verletzt und kann sich nicht bewegen. Nora versucht zu fliehen, wird aber vom Hund des Mörders eingefangen. Später sitzen Ida und Nora gefesselt und mit zugeklebtem Mund wieder am Lagerfeuer. Der Mörder wirft sie ins Zelt, in dem schon die Leichen von Elias und Atte liegen. Dann wird es dunkel und Schreie sind zu hören.
Bei der Dämmerung wacht Ida blutüberströmt vor ihrem Haus auf. Die Leichen von Nora, Elias und Atte werden gefunden. Ida versucht vergeblich, ihre Unschuld zu erklären.
Die Berichte über die neuen Morde am Bodom-See verbreiten sich schnell. Neue Camper kommen am See an, ohne zu ahnen, dass der Mörder immer noch frei herumläuft.

## Produktion und Veröffentlichung
Regie führte Taneli Mustonen. Die Drehbücher schrieben Aleksi Hyvärinen und Taneli Mustonen. Der Produzent war Aleksi Hyvärinen. Die Musik komponierte Panu Aaltio. Für den Schnitt verantwortlich war Aleksi Raij. Andrew Appelle und Steven Kostanski. Der Film kam am 19. August 2016 raus. Am 27. Juli 2017 erschien der Film in einer ungekürzten Fassung mit der Altersfreigabe „ab 16 Jahren“ in Deutschland.

## Rezeption
„[...] Der ungewöhnliche Horror-Slasher-Film holt ein Maximum an Terror und Verstörung aus dem Sujet heraus, wobei insbesondere die Kamera die Dunkelheit der Wälder in einen abgründigen Spiegel existenzieller Angst verwandelt. Zudem nutzt die Inszenierung filmgeschichtliche Anklänge aus einem halben Jahrhundert für die eigene Dramaturgie.“

Die Rezensenten kommen zu mittelmäßigen Einschätzungen. In der Rezension von cinema.de heißt es: „Nach einer zähen ersten Hälfte mit kaum definierten Figuren überrascht „Lake Bodom“ in der Mitte mit einer unvorhersehbaren Wendung. Die sorgt kurzzeitig für Spannung, bevor ein weiterer, diesmal doofer Twist alles ruiniert. Die Anbindung an die realen Morde ist ein übler Witz. Immerhin: Die Optik bietet Hollywood-Niveau.“ Der Rezensent von Thrill&Kill erkennt eine gute Absicht in der Handlung, die aber schlecht umgesetzt sei: „Merke: niemand, der in einem dunklen Wald auf der Flucht vor einem Mörder ist und noch das Blut des Kumpels im Gesicht kleben hat, würde über irgendwelche persönlichen Konflikte reden, die sich vor Monaten ereigneten. Auch wenn die gute Absicht der Macher durchscheint, lässt sich diese und einige andere Szenen nur mit einem Was-soll-das-denn-jetzt-? kommentieren.“